# Hieracium filarszkyi
Hieracium filarszkyi es una especie de planta con flor del género Hieracium, de la familia Asteraceae, orden Asterales.

## Distribución
Hieracium filarszkyi se distribuye por Rumania.

## Taxonomía
Fue descrita científicamente por Jáv. & Zahn.
Tratamiento taxonómico
La especie aparece registrada y publicada en Bot. Közlem.